# Direktion (Europäische Union)
Eine Direktion ist eine Verwaltungsuntergliederung einer Generaldirektion innerhalb der Europäischen Kommission. Direktionen werden von einem Direktor geleitet und sind für ein oder mehrere bestimmte Politikbereiche zuständig. Sie sind vergleichbar einer Abteilung in einem Bundesministerium. Eine Direktion untergliedert sich in Units (Referate).